# Restiosporium lepidoboli
Restiosporium lepidoboli är en svampart som först beskrevs av Daniel McAlpine, och fick sitt nu gällande namn av Vánky 2000. Restiosporium lepidoboli ingår i släktet Restiosporium och familjen Websdaneaceae.   Inga underarter finns listade i Catalogue of Life.